# Xanthorhoe livida
Xanthorhoe livida là một loài bướm đêm trong họ Geometridae. Loài này được Butler miêu tả khoa học lần đầu tiên năm 1878.